# Антоніо Розаті
Антоніо Розаті (італ. Antonio Rosati, нар. 26 червня 1983, Тіволі) — італійський футболіст, що грав на позиції воротаря.
Насамперед відомий виступами за «Лечче», за яке воротар провів понад 100 матчів у чемпіонаті.

## Ігрова кар'єра
Народився 26 червня 1983 року в місті Тіволі. Вихованець юнацьких команд футбольних клубів «Лодіджані» та «Лечче».
У дорослому футболі дебютував 2004 року виступами за «Лечче», в якому провів один сезон, взявши участь лише в одному матчі чемпіонату.
Протягом 2005–2006 років на правах оренди захищав кольори команди клубу «Самбенедеттезе».
Своєю грою за останню команду знову привернув увагу представників тренерського штабу клубу «Лечче», до складу якого повернувся 2006 року. Цього разу відіграв за клуб з Лечче наступні п'ять сезонів своєї ігрової кар'єри. За цей час двічі допомагав своїй команді виходити до серії А, провівши всього за «Лечче» 118 матчів, у яких пропустив 148 голів.
До складу клубу «Наполі» приєднався 30 червня 2011 року за 3 млн євро, підписавши чотирирічний контракт. Проте виграти конкуренцію у Моргана Де Санктіса не зміг і став запасним голкіпером команди. Протягом періоду перебування в неаполітанському клубі грав на умовах оренди в «Сассуоло» (2013-2014) та «Фіорентіні» (у 2014).
У січні 2015 року було оголошено про перехід голкіпера на постійній основі до «Фіорентіни», де він знов таки став гравцем резерву.
У липні 2015 року «Фіорентіна» оголосила про продаж голкіпера до «Перуджі». У цій друголіговій команді Розаті уперше за попередні п'ять років отримав статус основного воротаря, в якому відіграв три сезони. 
Влітку 2018 року підписав однорічний контракт з вищоліговим «Торіно», де став одним із резервистів Сальваторе Сірігу. Протягом сезону 2018/19 жодного разу в офіційних іграх на поле не виходив, проте по його завершенні ще на рік подовжив співпрацю з туринським клубом. Загалом за 2,5 роки виходив на поле в офіційних іграх за «Торіно» лише одного разу.
1 лютого 2021 року утретє став гравцем «Фіорентини», яка повернула досвідченого голкіпера до своїх лав аби забезпечити глибину складу на воротарській позиції. Утім в офіційних іграх за флорентійців після повернення на поле не виходив, натомість влітку 2022 року оголосив про завершення ігрової кар'єри. Залишився у структурі «Фіорентини», обійнявши посаду тренера воротарів.

## Статистика виступів

### Статистика клубних виступів
| Сезон                  | Команда                | Чемпіонат              | Чемпіонат | Чемпіонат | Національний кубок | Національний кубок | Національний кубок | Континентальні кубки | Континентальні кубки | Континентальні кубки | Інші змагання | Інші змагання | Інші змагання | Усього | Усього |
| Сезон                  | Команда                | Ліга                   | Ігор      | Голів     | Ліга               | Ігор               | Голів              | Ліга                 | Ігор                 | Голів                | Ліга          | Ігор          | Голів         | Ігор   | Голів  |
| ---------------------- | ---------------------- | ---------------------- | --------- | --------- | ------------------ | ------------------ | ------------------ | -------------------- | -------------------- | -------------------- | ------------- | ------------- | ------------- | ------ | ------ |
| 2004-05                | «Лечче»                | A                      | 1         | −0        | КІ                 | 0                  | −0                 | —                    | —                    | —                    | —             | —             | —             | 1      | −0     |
| 2005-2006              | «Самбенедеттезе»       | C1                     | 8         | −9        | КІ                 | 1                  | −4                 | —                    | —                    | —                    | —             | —             | —             | 9      | −13    |
| 2005-06                | «Лечче»                | A                      | 1         | −1        | КІ                 | 0                  | −0                 | —                    | —                    | —                    | —             | —             | —             | 1      | −1     |
| 2006-07                | «Лечче»                | B                      | 11        | −7        | КІ                 | —                  | —                  | —                    | —                    | —                    | —             | —             | —             | 11     | −7     |
| 2007-08                | «Лечче»                | B                      | 20        | −15       | КІ                 | —                  | —                  | —                    | —                    | —                    | —             | —             | —             | 20     | −15    |
| 2008-09                | «Лечче»                | A                      | 4         | −10       | КІ                 | 0                  | −0                 | —                    | —                    | —                    | —             | —             | —             | 4      | −10    |
| 2009-10                | «Лечче»                | B                      | 41        | −46       | КІ                 | 2                  | −6                 | —                    | —                    | —                    | —             | —             | —             | 43     | −52    |
| 2010-11                | «Лечче»                | A                      | 38        | −63       | КІ                 | 0                  | −0                 | —                    | —                    | —                    | —             | —             | —             | 38     | −63    |
| Усього за «Лечче»      | Усього за «Лечче»      | Усього за «Лечче»      | 116       | −142      |                    | 2                  | −6                 |                      | —                    | —                    |               | —             | —             | 118    | −148   |
| 2011-12                | «Наполі»               | A                      | 1         | −0        | КІ                 | 1                  | −1                 | ЛЧ                   | 0                    | −0                   | —             | —             | —             | 2      | −1     |
| 2012–13                | «Наполі»               | A                      | 4         | -8        | КІ                 | 0                  | -0                 | ЛЄ                   | 6                    | -12                  | СІ            | 0             | -0            | 10     | –      |
| 2013-січ. 2014         | «Сассуоло»             | A                      | 2         | -6        | КІ                 | 1                  | -1                 | -                    | -                    | -                    | -             | -             | -             | 3      | -7     |
| січ.-черв. 2014        | «Фіорентина»           | A                      | 3         | -6        | КІ                 | 0                  | -0                 | ЛЄ                   | 1                    | -1                   | -             | -             | -             | 4      | -7     |
| 2014-січ. 2015         | «Наполі»               | A                      | 0         | -0        | КІ                 | 0                  | -0                 | ЛЧ+ЛЄ                | 0                    | -0                   | СІ            | 0             | -0            | 0      | -0     |
| Усього за «Наполі»     | Усього за «Наполі»     | Усього за «Наполі»     | 5         | -8        |                    | 1                  | -1                 |                      | 6                    | -12                  |               | -             | -             | 12     | -21    |
| січ.-черв. 2015        | «Фіорентина»           | A                      | 0         | -0        | КІ                 | 0                  | -0                 | ЛЄ                   | 0                    | -0                   | -             | -             | -             | 0      | -0     |
| 2015–16                | «Перуджа»              | B                      | 42        | -40       | КІ                 | 2                  | -3                 | -                    | -                    | -                    | -             | -             | -             | 44     | -43    |
| 2016–17                | «Перуджа»              | B                      | 22        | -22       | КІ                 | 2                  | -1                 | -                    | -                    | -                    | -             | -             | -             | 24     | -23    |
| 2017–18                | «Перуджа»              | B                      | 16        | -24       | КІ                 | 3                  | -9                 | -                    | -                    | -                    | -             | -             | -             | 19     | -33    |
| Усього за «Перуджу»    | Усього за «Перуджу»    | Усього за «Перуджу»    | 80        | -86       |                    | 7                  | -13                |                      | -                    | -                    |               | -             | -             | 87     | -99    |
| 2018–19                | «Торіно»               | A                      | 0         | 0         | КІ                 | 0                  | 0                  | -                    | -                    | -                    | -             | -             | -             | 0      | 0      |
| 2019–20                | «Торіно»               | A                      | 1         | -1        | КІ                 | 0                  | 0                  | ЛЄ                   | 0                    | 0                    | -             | -             | -             | 1      | -1     |
| 2020-січ. 2021         | «Торіно»               | A                      | 0         | 0         | КІ                 | 0                  | 0                  | -                    | -                    | -                    | -             | -             | -             | 0      | 0      |
| січ.-черв. 2021        | «Фіорентина»           | A                      | 0         | 0         | КІ                 | -                  | -                  | -                    | -                    | -                    | -             | -             | -             | 0      | 0      |
| Усього за «Фіорентину» | Усього за «Фіорентину» | Усього за «Фіорентину» | 3         | -6        |                    | -                  | -                  |                      | 1                    | -1                   |               | -             | -             | 4      | -7     |
| Усього за кар'єру      | Усього за кар'єру      | Усього за кар'єру      | 215       | -259      |                    | 13                 | -27                |                      | 7                    | -13                  |               | -             | -             | 235    | -299   |

## Титули і досягнення
- Володар Кубка Італії (1):

«Наполі»: 2011-12